# Take Me Home Tonight
Take Me Home Tonight (en España Llévame a casa esta noche, en Hispanoamérica La mejor noche de tu vida) es una película de comedia retro estadounidense del 2011 estelarizado por un reparto que incluye a Topher Grace, Anna Faris, Teresa Palmer, Dan Fogler y Chris Pratt. Fue escrita por los guionistas de That '70s Show y dirigida por Michael Dowse. El título proviene de la canción de 1986 de Eddie Money que lleva el mismo nombre, incluida en el tráiler de la película. El rodaje comenzó el 19 de febrero de 2007, en Phoenix, Arizona y fue estrenada el 4 de marzo de 2011. Antes de su lanzamiento era nombrada Young Americans y Kids in America.
A pesar de que lleva su nombre, la canción "Take me home tonight" solo aparece en el tráiler de la película.

## Argumento
La película refleja las aventuras en una noche de fiesta con mucho sexo, alcohol, cocaína y marihuana, centrándose en Matt Franklin (Topher Grace) un alumno de matrícula en el instituto, graduado con honores en MIT, abandonó un bien pagado trabajo en un laboratorio por rebeldía contra el sistema, y ahora trabaja en un videoclub, su hermana gemela Wendy (Anna Faris) que está a punto de mudarse a la nueva casa de su novio traficante, y su mejor amigo, Barry Nathan (Dan Fogler) que acaba de ser despedido del concesionario donde llevaba trabajando años porque su jefe encuentra drogas en su escritorio. 
Las historias de cada uno se van desarrollando y cruzando (Matt se encuentra con Tori Frederking (Teresa Palmer), su amor platónico del instituto, Barry roba un auto del concesionario donde lo habían despedido y Wendy ha enviado una solicitud a una universidad de Inglaterra que la separaría de su novio) durante la noche en diversas fiestas y lugares de Los Ángeles.

## Reparto
- Topher Grace -  Matthew "Matt" Franklin
- Teresa Palmer - Tori Frederking
- Anna Faris - Wendy Franklin
- Dan Fogler - Barry Nathan
- Chris Pratt - Kyle Masterson
- Michelle Trachtenberg -  Ashley
- Michael Ian Black - Pete Bering
- Michael Biehn -  Bill Franklin
- Robert Hoffman - Tyler "Dance Machine" Jones
- Nathalie Kelley - Beth
- Lucy Punch -  Shelly
- Candace Kroslak -  Ally
- Jay Jablonski - Benji
- Edwin Hodge -  Bryce
- Demetri Martin -  Carlos
- Bob Odenkirk - Mike
- Angie Everhart -  Trisha Anderson
- Ryan Bittle - Rick Herrington
- Seth Gabel - Brent Tufford